# 安迪·尼曼
安德鲁·尼曼（Andrew Nyman，1966年4月13日—）是一位英國演員、導演、作家和魔術師。他也是卡通節目《莎拉與乖乖鴨》中國巾女士包和可愛蛋糕的配音。

## 與達倫·布朗的實驗
作為一位成功的魔術師和心理學家，尼曼經常與心靈幻象學家達倫·布朗（Derren Brown）合作。他是電視節目《Derren Brown – Mind Control》和《Trick of the Mind》的共同創作者和共同編劇。兩人也創作了許多有趣的實驗影片，包括《俄羅斯賭盤》、 《降神會》和《彌賽亞》'，三部影集和成的系列《心靈戲法》'。他還與他人共同創作並導演了達倫・布朗的四場舞台劇， 所有這些都曾在倫敦西區巡演和演出。而其中的作品《Something Wicked This Way Comes》榮獲 2006 年奧利弗最佳娛樂獎。
而四部舞台劇中的第四部《Enigma》也獲得了 2010 年奧利弗獎提名，而另一部著作《Derren Brown: The Heist》（Derren Brown、Simon Mills 和 Ben Caron 共同合作製作而成）而獲得 2007 年英國電影和電視藝術學院獎與Lew Grade獎提名。尼曼在 DVD 《瘋狂》(insane)中分享了他的一些“秘訣”，並解釋許多魔術手法。 
而最新的合作作品名为《犧牲》，將會於2015年3月在英國上映，並在2018年在Netflix上首播

## 恐怖劇情
尼曼同時也是恐怖舞台劇《鬼故事(Ghost Stories)》的共同創作者之一。該演出於2010年2月4日在利物浦帝國劇院首演；並後來轉移到哈默史密斯劇院，然後再到西區的約克公爵劇院，於2010年6月25日開幕演出。
此后，整部劇也在莫斯科和多倫多演出，在2011年獲得奧利佛獎最佳音效獎和最佳娛樂獎兩項提名。
整部劇由尼曼和杰瑞米·戴森共同撰寫劇本，並與肖恩·霍姆斯共同指導演出。
整部劇共演出超過1000場，在2015年3月15日在約克公爵劇院演出最後一次。
改編電影於2017年首映，由尼曼、保羅·懷特浩斯和馬丁·弗里曼主演。 